# Aleucanitis caspica
Aleucanitis caspica là một loài bướm đêm trong họ Noctuidae.